# 富勒斯堡 (伊利諾伊州)
富勒斯堡（英語：Fullersburg）是位於美國伊利諾伊州杜佩奇縣的一個非建制地區。該地的面積和人口皆未知。

## 地理
富勒斯堡的座標為41°49′05″N 87°55′06″W / 41.81806°N 87.91833°W，而該地的平均海拔高度為202米（即663英尺）。